# Juana Inés de la Cruz
Juana Inés de la Cruz nővér (spanyolul Sor Juana Inés de la Cruz), eredetileg Juana de Asbaje y Ramírez (San Miguel Nepantla, 1651. november 12. – Mexikóváros, 1695. április 17.) mexikói költő volt.

## Élete
Juana valószínűleg törvénytelen gyermek volt. Már háromévesen olvasni tanult és hamar megismerkedett a korabeli filozófia, asztronómia és orvostudomány műveivel.
A tehetséges lányt tizenhat éves korában felfedezte a mexikói alkirály felesége és az alkirályi udvarba hívta. Az elkövetkező időben Juana számtalan költeményt írt az udvar valamint az egyház részére és megbízásából. Verseinek egyedi bája folytán ma is a 17. század legfontosabb latin-amerikai költői közé tartozik.
Juanának nem volt családja, sem pénze, de megházasodni sem akart. Ezért kolostorba vonult, először a sarutlan karmelitáknál próbálkozott, majd a kevésbé szigorú életmódot folytató hieronimitákhoz ment. Legfontosabb költeményét (Az álom) is itt írta 1685-ben. Kellemes élete volt, nagy lakása, könyvtár és laboratórium a különböző kísérleteihez. És mivel az alkirályné pártfogoltja volt, kedve szerint fogadhatott vendégeket is. Bár felettesei többször is megfeddték, mégis rendületlenül írta igen szenvedélyes hangvételű világi költeményeit, amelyek legtöbbjét az alkirálynének ajánlotta. Leveleiben többször kérte Puebla püspökét és egyben gyóntatóját, hogy legyen lehetőség a vallásosságon túlmenő művelődésre, de az ilyenfajta követelései már messzire mentek. 1694-ben fogadalmat kellett tegyen, hogy onnantól csak Istennek él.
Egy évvel később kitört a pestisjárvány. Juana Inés de la Cruz nővér betegápolás közben elkapta a halálos kórt, és röviddel később meghalt.